# 福雷斯特希爾村 (蒙大拿州)
福雷斯特希爾村（英語：Forest Hill Village）是位於美國蒙大拿州弗拉特黑德縣的普查規定居民點。

## 人口
根據2020年美國人口普查的數據，福雷斯特希爾村的面積為4.03平方千米，當中陸地面積為4.00平方千米，而水域面積為0.03平方千米。當地共有人口241人，而人口密度為每平方千米59.8人。